# Erechthias
Erechthias är ett släkte av fjärilar. Erechthias ingår i familjen äkta malar.

## Bildgalleri

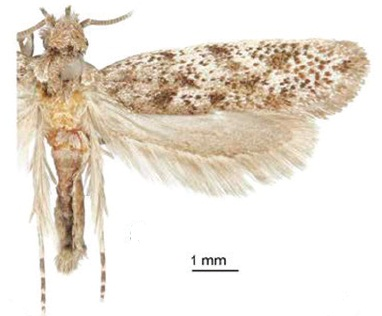
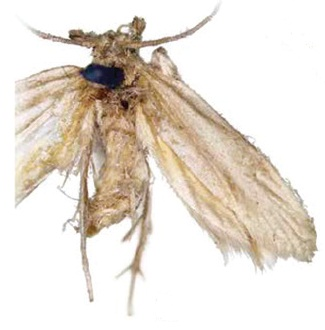
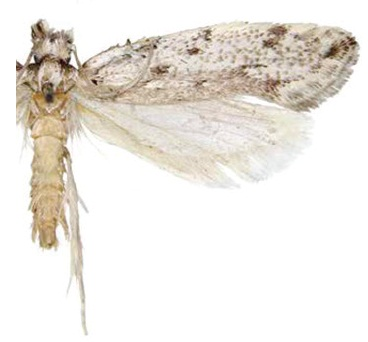
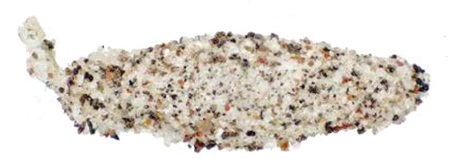

## Dottertaxa tillErechthias, i alfabetisk ordning[1]
- Erechthias acontistes
- Erechthias acontotypa
- Erechthias acrodina
- Erechthias acroleuca
- Erechthias aellophora
- Erechthias amphibaphes
- Erechthias ancistrosema
- Erechthias ancostyla
- Erechthias antimicras
- Erechthias articulosa
- Erechthias aspera
- Erechthias atririvis
- Erechthias beeblebroxi
- Erechthias calypta
- Erechthias capnitis
- Erechthias capnographa
- Erechthias capnosticta
- Erechthias carpophthora
- Erechthias celestra
- Erechthias celetica
- Erechthias centroscia
- Erechthias charadrota
- Erechthias chasmatias
- Erechthias chionodira
- Erechthias cirrhogramma
- Erechthias citrinopa
- Erechthias clistopa
- Erechthias coleosema
- Erechthias conchylias
- Erechthias coniochra
- Erechthias contributa
- Erechthias coprosoma
- Erechthias cretosa
- Erechthias crypsimima
- Erechthias cursoriatella
- Erechthias cyanosticta
- Erechthias darwini
- Erechthias decoranda
- Erechthias deloneura
- Erechthias diacrita
- Erechthias diaphora
- Erechthias diplorhiza
- Erechthias discreta
- Erechthias disjuncta
- Erechthias dissepta
- Erechthias dissimulans
- Erechthias dochmogramma
- Erechthias dracaenura
- Erechthias elaeorrhoa
- Erechthias emphera
- Erechthias epispora
- Erechthias epomadia
- Erechthias erebocosma
- Erechthias eriophysa
- Erechthias eurylyta
- Erechthias eurynipha
- Erechthias eustropha
- Erechthias euthydroma
- Erechthias exospila
- Erechthias externella
- Erechthias fibrivora
- Erechthias flavistriata
- Erechthias fulguritella
- Erechthias gephyrias
- Erechthias glossophora
- Erechthias glyphidaula
- Erechthias graphicopa
- Erechthias heliotoxa
- Erechthias hemiclistra
- Erechthias heterogramma
- Erechthias heterostoma
- Erechthias hoguei
- Erechthias hyperacma
- Erechthias inclinata
- Erechthias incongrua
- Erechthias inculta
- Erechthias indicans
- Erechthias indicatrix
- Erechthias intertexta
- Erechthias ioloxa
- Erechthias iseres
- Erechthias itoi
- Erechthias iuloptera
- Erechthias kerri
- Erechthias lampadacma
- Erechthias leucocyma
- Erechthias leucophaeta
- Erechthias limenodes
- Erechthias lychnopa
- Erechthias macrozyga
- Erechthias maculicornis
- Erechthias malthaca
- Erechthias melanospila
- Erechthias melanostropha
- Erechthias methodica
- Erechthias minuscula
- Erechthias molynta
- Erechthias monastra
- Erechthias monstruosa
- Erechthias mucronata
- Erechthias mystacinella
- Erechthias niphadopla
- Erechthias niphoplaca
- Erechthias notophanes
- Erechthias ochrocrena
- Erechthias ophiocypha
- Erechthias orchestris
- Erechthias oxymacha
- Erechthias oxytona
- Erechthias pachygramma
- Erechthias pagophila
- Erechthias pandani
- Erechthias pelotricha
- Erechthias penicillata
- Erechthias pentatypa
- Erechthias percnomicta
- Erechthias perfumata
- Erechthias phaeoptera
- Erechthias phileris
- Erechthias photophanes
- Erechthias physocapna
- Erechthias platydelta
- Erechthias platyrrhyncha
- Erechthias polionota
- Erechthias polyplaga
- Erechthias polyplecta
- Erechthias polyspila
- Erechthias praedatrix
- Erechthias psammaula
- Erechthias retorta
- Erechthias richardella
- Erechthias rufimacula
- Erechthias saitoi
- Erechthias scaligera
- Erechthias scorpiura
- Erechthias scythromorpha
- Erechthias semifusca
- Erechthias simulans
- Erechthias sinapifera
- Erechthias sisyranthes
- Erechthias spartinodes
- Erechthias sphenacma
- Erechthias sphenoschista
- Erechthias sphenotoma
- Erechthias sphenotona
- Erechthias spodomicta
- Erechthias stilbella
- Erechthias strangulata
- Erechthias streptogramma
- Erechthias strigata
- Erechthias subridens
- Erechthias symmacha
- Erechthias symphyas
- Erechthias synclera
- Erechthias terminella
- Erechthias thrasymacha
- Erechthias thraumatias
- Erechthias transfumata
- Erechthias transfusa
- Erechthias trichalca
- Erechthias trichodora
- Erechthias trigonosema
- Erechthias tritogramma
- Erechthias zebrina